# SIKART
SIKART er et bibliografisk opslagsværk og en database over billedkunst i Schweiz og Liechtenstein. Den er gjort offentligt tilgængelig online af Schweizerisches Institut für Kunstwissenschaft (SIK-ISEA). Der er tale om en udvidet og fortsat opdateret udgave af instituttets trykte opslagsværk Biografisches Lexikon der Schweizer Kunst fra 1998, hvori der var omkring 1.100 detaljerede biografier og omkring 12.000 kortere beskrivelser.

## Indhold
SIKART udtaler selv, at databasen er rettet mod både fagfolk og det brede publikum, der er interesseret i kunst. Den indeholder biografier om professionelle kunstnere fra Schweiz og Liechtenstein, der har "arbejdet inden for genrerne maleri, tegning, gravering, skulptur, video, installationskunst, foto, performance og web-kunst", men ikke personer, der "udelukkende har arbejdet med kunsthåndværk som grafik, design, klokkestøbning, guldsmedearbejde, keramik, dokumentarfotografering osv."
Indholdet er skrevet på det sprog, som kunstneren er tættest knyttet til: fransk, italiensk eller tysk. Kunstnerne er bedømt på en skala fra 1 til 5 stjerner efter deres betydning, og bedømmelsen afgør omfanget af beskrivelsen. Som et minimum er der for en kunstner angivet navn (og eventuelle varianter), fødsels- og dødsdato, kort CV, beskrivende nøgleord, leksikon-indgang, bibliografi samt link til kunstnerens hjemmeside (hvis den findes). For kunstnere med 3 til 5 stjerner er der også biografiartiklerne på to til fire sider samt digitale reproduktioner af deres værker.

## Økonomi
SIKART finansieres af den schweiziske konføderation, de schweiziske kantoner og private donatorer. Databasen kan bruges gratis af alle, men fra begyndelsen i februar 2006 havde SIK-ISEA en hensigt om på et senere tidspunkt at afkræve betaling af brugere og på den måde blive uafhængig af offentlige tilskud.